# Pleioplectron diversum
Pleioplectron diversum är en insektsart som beskrevs av Frederick Wollaston Hutton 1896. Pleioplectron diversum ingår i släktet Pleioplectron och familjen grottvårtbitare. Inga underarter finns listade i Catalogue of Life.